# Museo de las Artes Decorativas de Barcelona
El Museo de las Artes Decorativas fue un museo de Barcelona, España. Abierto en 1932, con piezas procedentes del desaparecido Museo de Arte Decorativo y Arqueológico, a lo largo de su historia sufrió varios cambios de sede y cierres temporales. En 2012 el museo cerró definitivamente sus puertas en el Palacio Real de Pedralbes y sus colecciones se integraron en el Museo del Diseño de Barcelona, inaugurado en 2014.
En 1962 el museo fue declarado monumento histórico-artístico por el decreto 474/1962 y figura en el registro de Bienes de Interés Cultural del patrimonio español.

## Edificio
En el Palacio de Pedralbes (Diagonal, 686) se encuentran los DHUB Museos, formados por el Museo de las Artes Decorativas y por el Museo Textil y de Indumentaria, que se ubican en este edificio mientras se termina de construir la nueva sede en la plaza de las Glòries. El Palacio tiene su origen en la antigua masía de Can Feliu, del siglo XVII. La finca fue adquirida en 1862 por el conde Eusebi Güell, junto con la vecina Can Cuiàs de la Riera. Unidas formaron la Finca Güell, de gran extensión (30.000 m²). La reforma de la torre Can Feliu se encargó al arquitecto Joan Martorell y Montells, que construyó un palacete de aire caribeño, acompañado de una capilla neogótica y rodeado de jardines magníficos. Más tarde, se encargó a Antoni Gaudí la reforma de la casa y la construcción de un muro de cierre y los pabellones de portería.

## Historia
El museo abrió sus puertas en 1932 en el Palacio de Pedralbes. Su origen, sin embargo, se remonta al año 1888, a raíz de la Exposición Universal celebrada en Barcelona. Al finalizar este evento, el ayuntamiento de la ciudad pensó en reunir diferentes colecciones de bienes culturales y abrir varios centros museísticos. Así, el año 1902 se creó el Museo de Arte Decorativo y Arqueológico en el antiguo arsenal de la Ciudadela, formado por un conjunto de colecciones muy heterogéneas. El arquitecto y concejal de Barcelona en aquellos momentos, Josep Puig i Cadafalch, diseñó y planificar el museo a todos los niveles, desde el montaje museofràfic hasta las vitrinas que contenían los objetos.
En 1932, el Museo de Arte Decorativo y Arqueológico sufrió una reestructuración completa de su fondo y se desmanteló. Las colecciones se trasladaron a Montjuïc para constituir, por un lado, el Museo Nacional de Arte de Cataluña y por otro, el Museo de Arqueología de Cataluña. Los objetos que no se incluían ni en la categoría de las bellas artes ni en la del material arqueológico, se llevaron al Palacio de Pedralbes por decisión de la Junta de Museos, formándose así el actual Museo de las Artes Decorativas.
En el año 1936, con el estallido de la guerra civil española, se cerró el museo y se trasladó su fondo en Olot para garantizar su salvaguarda durante el conflicto. Una vez finalizada la guerra, el Palacio de Pedralbes se convirtió en la residencia barcelonesa del nuevo jefe del Estado, Francisco Franco, de manera que el Museo de las Artes Decorativas se quedó sin sede.

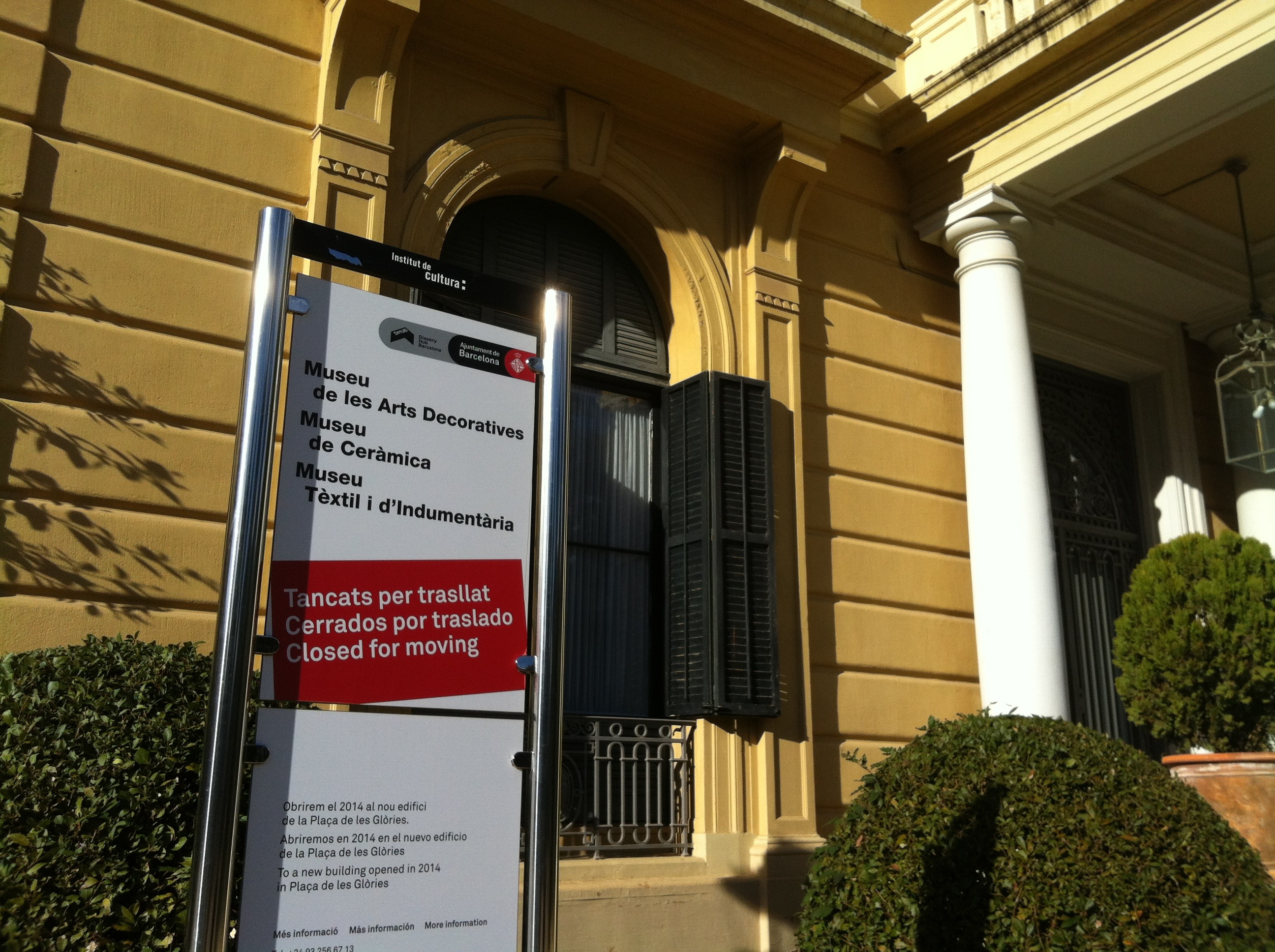
Anuncio del cierre del museo en el palacio de Pedralbes

En 1949, se reabrió el museo en un nuevo emplazamiento, el Palacio de la Virreina, donde se organizaron los espacios expositivos de manera similar a como estaban en la sede anterior. Durante este período, los fondos del museo crecieron considerablemente con la incorporación de diversas colecciones, como el lote de mobiliario proveniente de la colección de Matías Muntadas, o el mobiliario obra de Francesc Vidal perteneciente a la colección Bertrand i Mata.
En 1985, sin embargo, se decidió un nuevo uso municipal para la Virreina y el Museo de las Artes Decorativas tuvo que cerrar las puertas de nuevo. Las colecciones fueron trasladadas de nuevo al Palacio de Pedralbes y se almacenaron en las reservas de este edificio durante una década. 

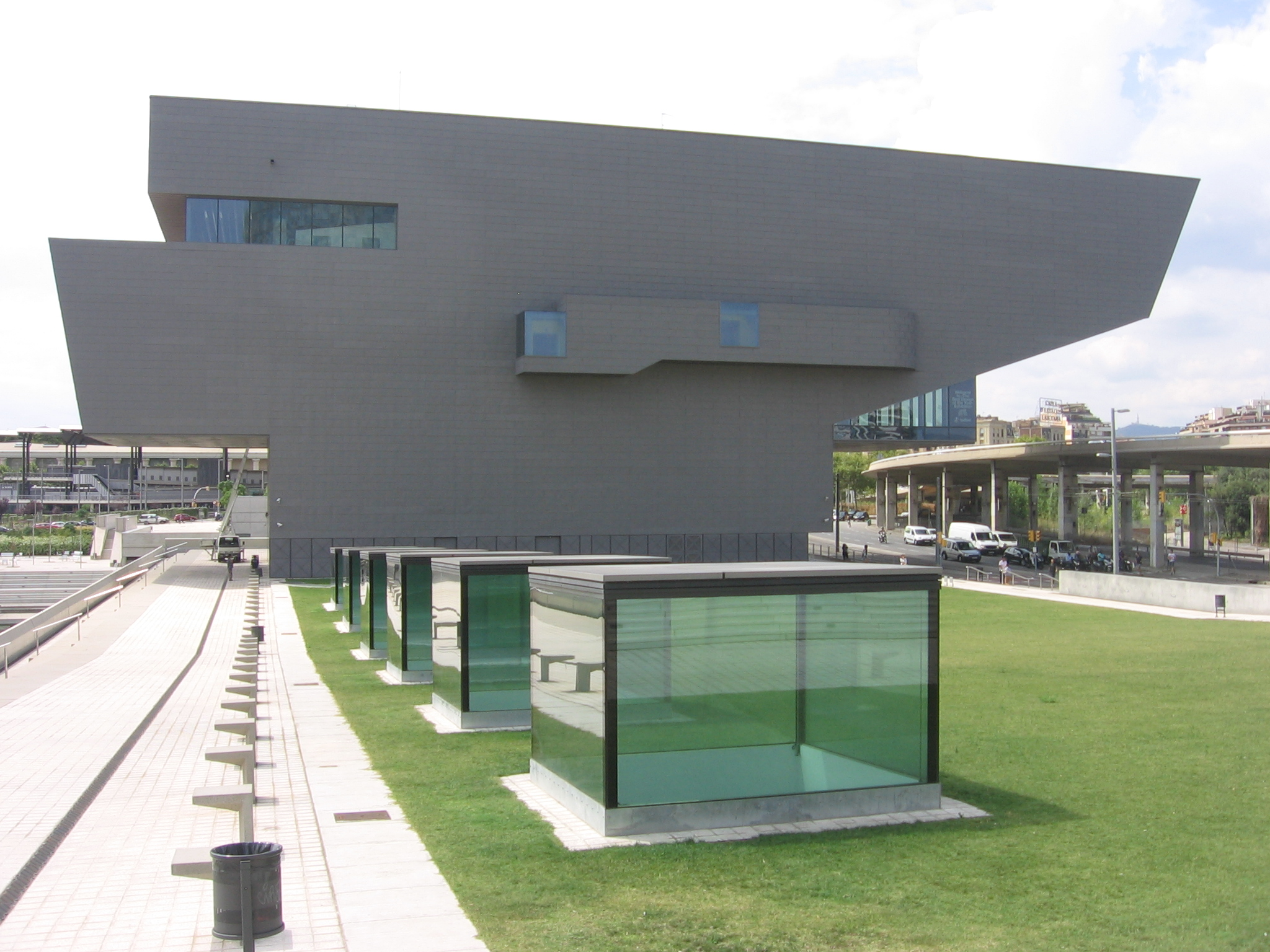
El Museo del Diseño, en el Disseny Hub Barcelona, exhibe actualmente las colecciones procedentes del Museo de las Artes Decorativas

En 1995, el museo volvió a abrir al público, recuperando los espacios expositivos del Palacio de Pedralbes e incorporando como novedad una importante colección de diseño industrial español.
El 2 de diciembre de 2008 el alcalde de Barcelona, Jordi Hereu, anunció la creación del Museo del Diseño de Barcelona —bautizado en ese momento como Disseny Hub Barcelona (DHUB)— con una sede de nueva construcción en la plaza de las Glorias, para agrupar en un mismo espacio las colecciones de cuatro museos municipales: el de las Artes Decorativas, el Textil y de Indumentaria, el de Cerámica y el Gabinete de las Artes Gráficas. Los tres primeros, ubicados en el Palacio de Pedralbes, usaron desde ese momento la marca Museus DHUB, manteniéndose en su emplazamiento durante las obras de construcción del nuevo museo. El 30 de diciembre de 2012 el Museo de las Artes Decorativas cerró sus puertas, para iniciar el traslado de las colecciones a la nueva sede de las Glorias. El Museo del Diseño se inauguró el 14 de diciembre de 2014.

## Colecciones

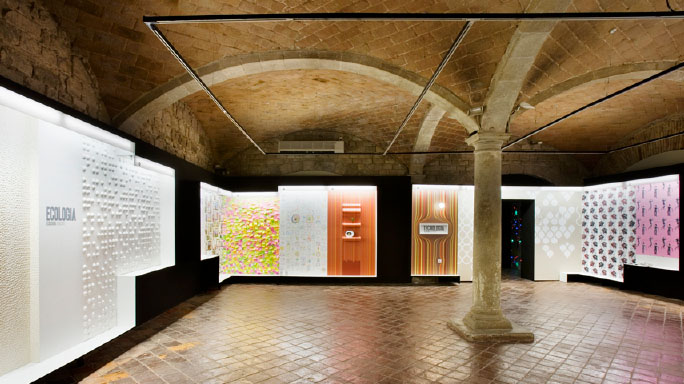
Exposición de papeles pintados en el Museo de las Artes Decorativas del Palacio de Pedralbes

Constaba de dos exposiciones permanentes, con 739 piezas en total, dedicadas por un lado a la evolución de las artes del objeto-desde del Románico hasta el nacimiento del diseño de producto-y, por otro, al diseño industrial en España. Además, el museo contaba con un fondo importante de diseño industrial (más de 1400 piezas) y de artes decorativas (unas 6000 piezas) que se agrupaban en las colecciones de diseño de producto, bacines, carruajes, muebles, papel pintado, relojes, tapices y vidrios. Actualmente estas colecciones se exhiben en el Museo del Diseño de Barcelona.

### Piezas destacadas
- Taburete Frenesí
- Taburete Dúplex
- Silla BKF
- Cubo escurridor
- Lámpara de pie GATCPAC
- Maderas de Oriente
- Grapadora M-5